# Mischfrankatur
Als Mischfrankatur (MiF) wird eine Form der Freimachung von postalischen Sendungen bezeichnet, bei der mehrere Postwertzeichen verschiedener Wertstufen, Markenausgaben oder verschiedene Freimachungsarten verwendet wurden.

## Kombinationsmöglichkeiten
Bei den Mischfrankaturen gibt es zahlreiche Kombinationsmöglichkeiten. Die folgende Aufstellung benennt nur die gebräuchlichsten Varianten:

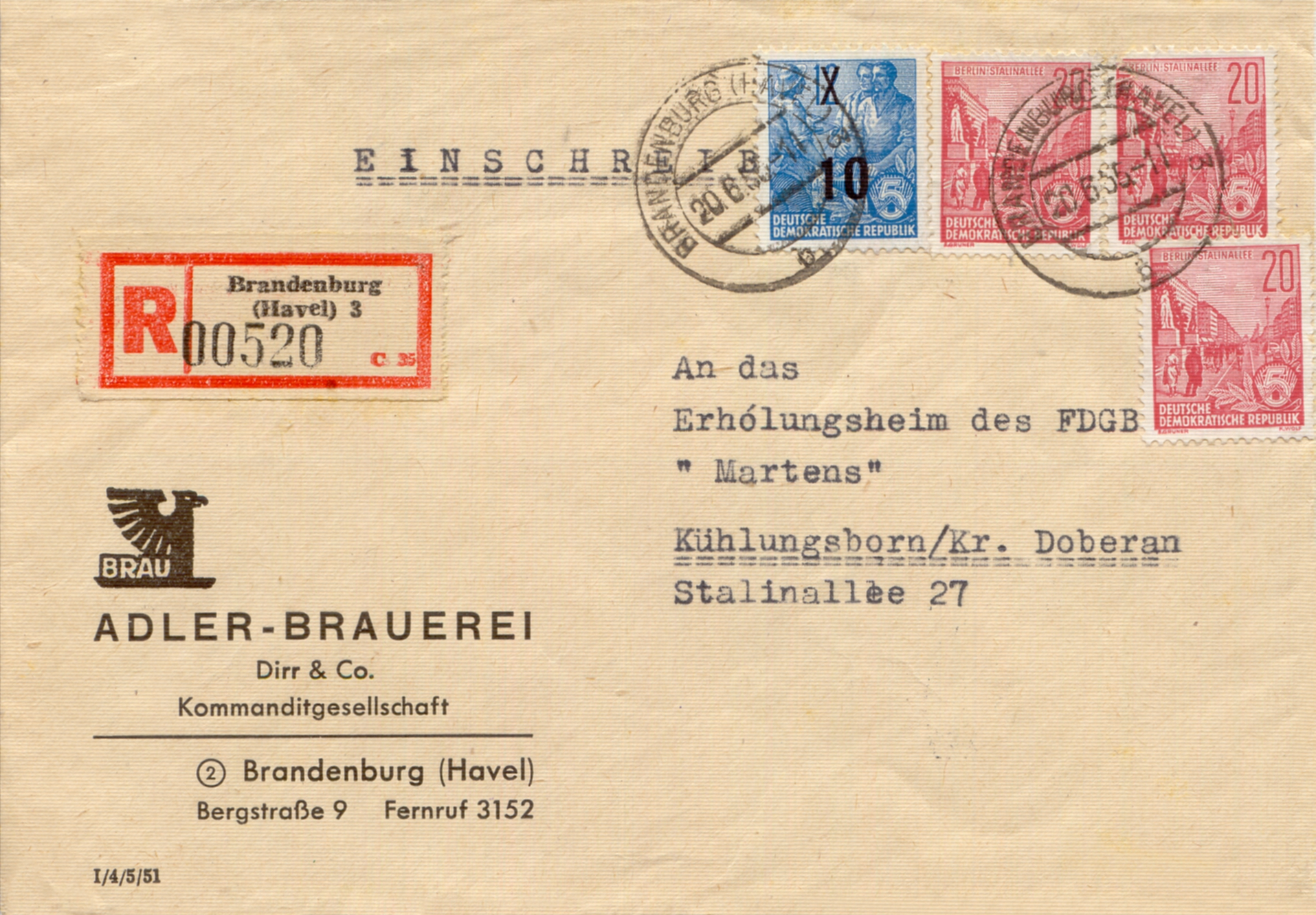
Einschreiben 1955 mit Mischfrankatur aus verschiedenen Werten der Dauermarkenserie 5-Jahr-Plan

- MiF aus verschiedenen Wertstufen einer Markenausgabe. Eine Sonderform stellt hier die Buntfrankatur dar.
- MiF aus Wertstufen verschiedener Markenausgaben (z. B. Kombination von Dauer- und Sondermarken oder von Frei- und Dienstmarken). Diese Form der Mischfrankatur ist bei klassischen Marken teilweise recht selten und bei Sammlern entsprechend gefragt.

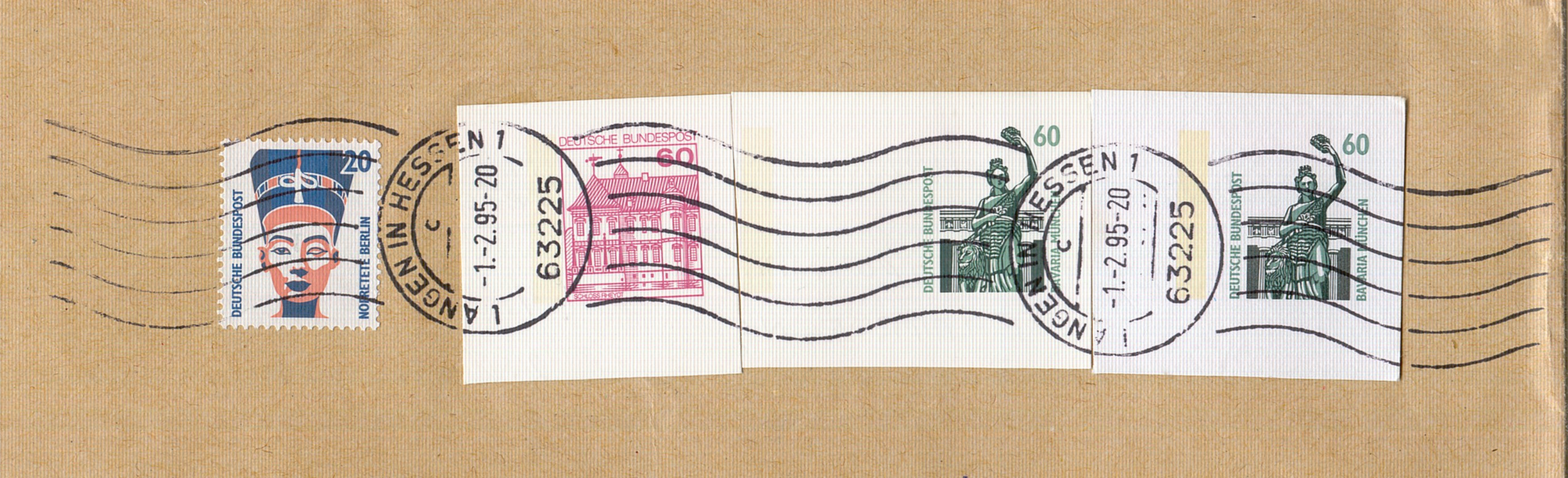
Briefstück mit Mischfrankatur aus Freimarke und Ganzsachenausschnitten

- MiF aus Briefmarken und aus Ganzsachen ausgeschnittenen Postwertzeichen (Wertstempel). Dabei ist zu beachten, dass einige Postverwaltungen die Verwendung von Ganzsachenausschnitten zu Frankaturzwecken nicht gestatten. Von der Deutsche Post AG wurde zum 1. Oktober 1998 die bis dahin geltende Erlaubnis für solche Frankaturen zurückgenommen. Als Grund nannte man Probleme bei der maschinellen Abfertigung der mit den auftragenden Ganzsachenabschnitten versehenen Briefe.
- MiF aus Postwertzeichen und einem Freistempel, zum Beispiel aus Postwertzeichen und Absenderfreistempel oder aus Postwertzeichen und Barfreimachungsstempel. Die Kombination von Briefmarke und Barfreimachungsstempel findet sich vor allem dann, wenn bei Einlieferung einer Sendung am Schalter das zu entrichtende Porto nicht in vollem Umfang mit Postwertzeichen nachgewiesen werden kann.

## Zweiländerfrankatur
Eine besondere Form der Mischfrankatur ist die Zweiländerfrankatur, also die Verwendung von Postwertzeichen zweier Postverwaltungen auf einer Postsendung. Derartige MiF entstehen zum Beispiel, wenn eine Postverwaltung nicht Mitglied des Weltpostvereins ist und eine andere Postverwaltung den zwischenstaatlichen Postverkehr übernimmt. So galten etwa die Marken Afghanistans bis zum Weltpostverein-Beitritt des Landes am 1. April 1928 nur im Inland, für die Weiterleitung ins Ausland musste mit indischen Marken frankiert werden. Zweiländerfrankaturen entstehen auch als Ergebnis besonderer Vereinbarungen oder bestimmter politischer Veränderungen. So waren ab 1. Juli 1990 die Ausgaben der Deutschen Bundespost und der Deutschen Bundespost Berlin auch in der DDR gültig, die in der Zeit vom 2. Juli bis zum 2. Oktober 1990 von der Deutschen Post der DDR herausgegebenen Marken konnten auch in der Bundesrepublik Deutschland und in Berlin (West) verwendet werden. Somit war sogar die Möglichkeit zu Dreiländerfrankaturen gegeben.

## Zusatzfrankatur

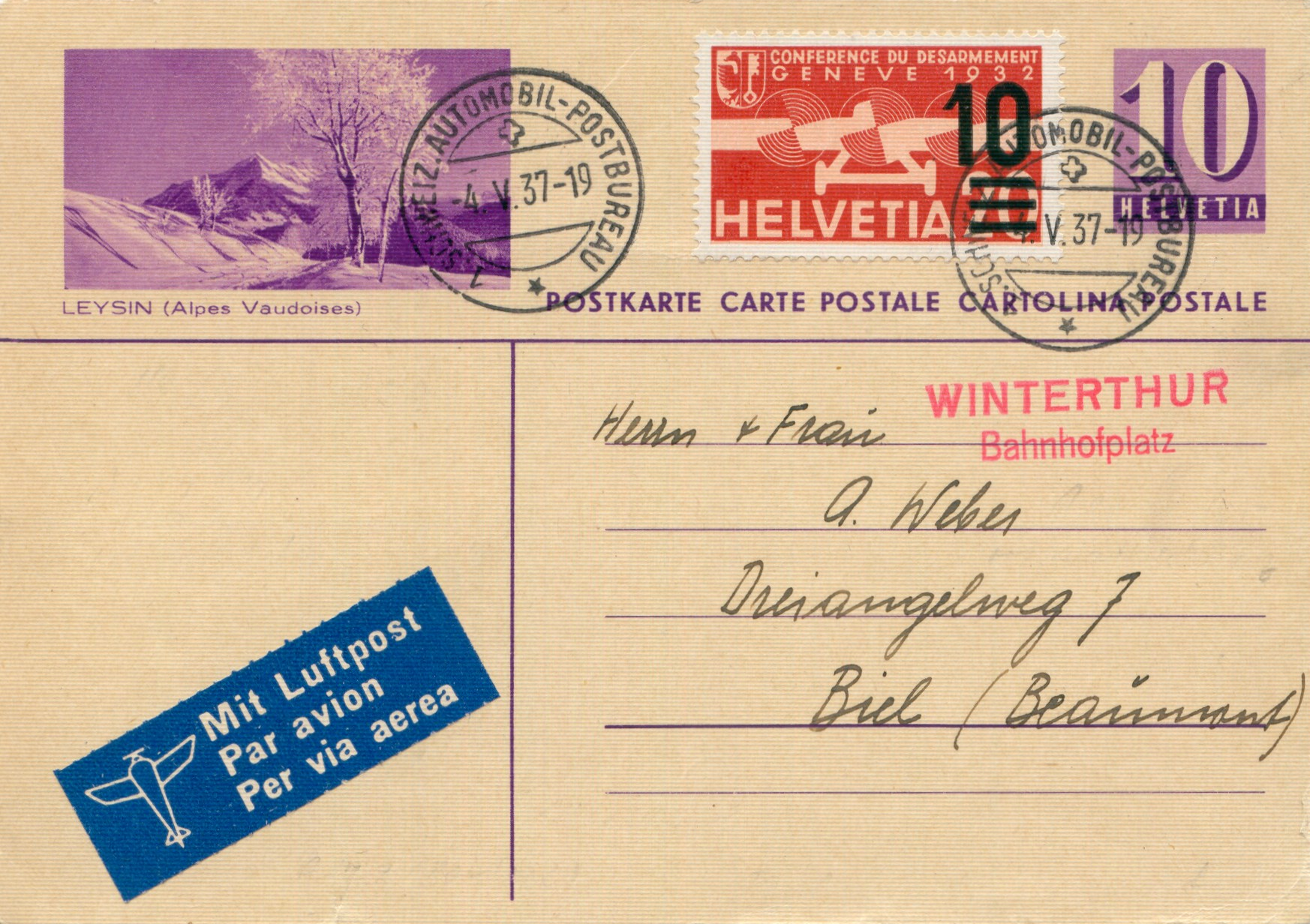
Ganzsache aus der Schweiz mit Zusatzfrankatur für die Luftpostbeförderung 1937

Von der Mischfrankatur ist die Zusatzfrankatur zu unterscheiden. Dabei handelt es sich um eine Freimachung für zusätzliche Leistungen der Post (z. B. Eilsendung, Nachnahme, Luftpostbeförderung, bestimmte Beförderungswege), die neben der Frankatur für eine einfache Postsendung zu erbringen ist. Die Zusatzfrankatur erfolgt mit üblichen Freimarken oder mit besonderen Markenarten (z. B. Luftpostmarken). Eine häufig zu findende Zusatzfrankatur ist die auf eine Ganzsache aufgebrachte Freimarke (z. B. bei Verwendung einer Inlandspostkarte für eine Sendung ins Ausland). Ebenfalls häufig tritt die Zusatzfrankatur auch bei Ganzsachen auf, die nach Portoerhöhung gültig bleiben. Der Differenzbetrag zwischen bereits erbrachtem und neuem Porto wird durch Verkleben entsprechender Postwertzeichen ausgeglichen. Während Zusatzfrankaturen auf Ganzsachen nach Portoerhöhungen bei den Sammlern weniger beliebt sind und sich daher eher wertmindernd auswirken, sind Ganzsachen mit Zusatzfrankaturen für die Inanspruchnahme von Zusatzleistungen bei Spezialisten gesucht.